# Thierry Sandre
Pour les articles homonymes, voir Sandre.
Thierry Sandre, de son vrai nom Jean-Joseph Auguste Moulié, né à Bayonne le 19 mai 1890 et mort à Bouchemaine en Maine-et-Loire le 11 octobre 1950, est un écrivain, poète et essayiste français.

## Biographie
Connu également sous le pseudonyme Jean Dumoulin, Thierry Sandre est un spécialiste de la littérature française du XVIe siècle. Traducteur ou adaptateur de textes grecs, latins ou arabes, il est aussi le secrétaire de Pierre Louÿs avant la Première guerre mondiale. Mobilisé alors qu'il effectue son service militaire au 43e régiment d'artillerie de campagne, il est promu sous-lieutenant de réserve au 21e bataillon de chasseurs à pied et fait prisonnier à Douaumont le 9 mars 1916. Détenu en captivité en Allemagne, à Mayence, il est rapatrié le 27 juillet 1917. En 1919, il est l'un des membres fondateurs de l'Association des écrivains combattants. À partir d'octobre 1921, il participe activement à la publication d'une Anthologie des écrivains morts à la guerre, en cinq volumes. En 1924, il reçoit le Prix Goncourt pour sa trilogie Le Chèvrefeuille, le Purgatoire, le Chapitre XIII. En 1936, il devient membre du Tiers-Ordre de saint Dominique chez les Dominicains à Paris. Il reprend du service en 1940 et il est à nouveau fait prisonnier, avant d'être relâché en 1941. Adepte de la Révolution nationale et en raison de deux livres qu'il publie, en 1942 et 1943, il est inscrit sur la liste des écrivains interdits après la guerre. Il parvient cependant à se réhabiliter et publie encore plusieurs livres en réédition.

## Œuvres
Sous le nom Charles Moulié
- Les Mignardises (1909)
- En sourdine (1910)
- Poésies de Makoko Kangourou (1910, en compagnie de Marcel Prouille, pseudonyme de Marcel Ormoy).

Sous le pseudonyme Thierry Sandre
- Le Tombeau de Renée Vivien (1910)
- Les Poésies de Makoko Kangourou (1910) (en collaboration avec Marcel Ormoy)
- Le Fer et la Flamme (1919)
- Apologie pour les nouveaux riches (1920)
- Fleurs du désert (1921)[9]
- Apologie pour les nouveaux riches (1921)[10]
- Les Épigrammes de Rufin (1922)
- Le Livre des baisers (1922)
- Sulpicia, Tablettes d'une amoureuse (1922)
- Joachim du Bellay, les amours de Faustine (1923)
- Mienne (1923)[11]
- Le Chèvrefeuille (1924) (Prix Goncourt 1924)[12]
- Panouille (1924)
- Mousseline (1924) lire en ligne sur Gallica[13]
- Le Chapitre treize d’Athénée (1924)
- La Touchante Aventure de Héro et Léandre (1924)
- L'Histoire merveilleuse de Robert le Diable (1925)[14]
- Ruffi, les épigrammes d'amour (1925)
- Le Purgatoire (1925)[15]
- Cocagne (1926 et 1927)
- Le Visage de la France : Gascogne, Guyenne, Côte d’Argent, Pyrénées, Béarn, Côte basque (1927) (en collaboration avec Pierre Benoit).
- Les Yeux fermés (1928)
- Monsieur Jules (1932)
- Le Corsaire Pellot qui courut pour le roi, pour la république et pour l'empereur et qui était Basque (1932)
- La Chartreuse de Bosserville (1941)
- Crux, récit scénique de la Passion (1941)
- I.N.R.I., la vie de Notre Seigneur Jésus Christ (1942)
- Calendrier du désastre d'après les documents allemands (1942)
- Lettre sans humour à sa Majesté la reine d'Angleterre (1943).

Sous le pseudonyme Jean Dumoulin
- Le Pourpre et le Crêpe, 1917

### Liens connexes
- Œuvres de guerre
- Pertes humaines de la Première Guerre mondiale
- Bilan de la Seconde Guerre mondiale
- Onac Office national des anciens combattants et victimes de guerre
- Georges Finaud
- Association des écrivains combattants
- 1924 en littérature
- Prix Goncourt
- Tiers-Ordre